# Acid ferrocyanic
Acid ferrocyanic là một hợp chất vô cơ có công thức hóa học H4Fe(CN)6, là một acid mạnh.

## Điều chế
Acid ferrocyanic có thể thu được bằng cách cho acid chlorhydric hoặc acid sunfuric lạnh phản ứng với kali ferrocyanide trong ete, sau đó đun nóng để loại bỏ ete trong dòng hydro ở 80–90 ℃.

## Tính chất
Acid ferrocyanic tan trong nước, nhưng có độ hòa tan thấp trong acid chlorhydric đậm đặc. Nó không tan trong ete.
Acid ferrocyanic ngay lập tức chuyển sang màu xanh dương khi tiếp xúc với không khí và bị phân hủy khi đun nóng trong không khí:
{\displaystyle {\mathsf {3H_{4}Fe(CN)_{6}\ \xrightarrow {100^{o}C} \ Fe_{2}Fe(CN)_{6}+12HCN}}}
Nếu không khí được loại bỏ, nó có thể được làm nóng đến 100 ℃ mà không bị phân hủy.

## Sử dụng
Acid ferrocyanic có thể được sử dụng để điều chế muối amoni tương ứng của nó.